# Astioco
Astioco (in greco antico: Ἀστύοχος?, Astýochos; Sparta, metà del V secolo a.C. – dopo il 411 a.C.) è stato un ammiraglio spartano.

## Biografia

### Nell'Ellesponto
Nella primavera del 412 a.C. (l'anno dopo la vittoria sugli Ateniesi in Sicilia) Astioco prese il posto di Melancrida come ammiraglio spartano e, alla fine dell'estate, si recò a Chio con quattro navi. Lesbo era l'obiettivo della missione: poco dopo il suo arrivo era stata interamente ripresa dagli Ateniesi.
Astioco era impaziente di provare a riconquistarla ma, a causa del rifiuto degli abitanti di Chio e del loro capitano spartano, Pedarito, dovette attendere, andando invece a prendere il comando generale di Mileto.
Lì rinnovò il trattato coi Persiani e vi rimase fermo nonostante le suppliche di Chio, che era assediata dagli Ateniesi. Stava per andare in loro soccorso quando, a metà inverno, gli fu ordinato di unirsi ad una flotta che veniva da Sparta; con essa c'erano anche dei commissari che, viste le lamentele di Pedarito, erano stati mandati per controllare il suo operato.

### Astioco e Tissaferne
Prima di ciò, sembra che Astioco si fosse messo al servizio degli interessi persiani. Al suo arrivo a Mileto, probabilmente, aveva ricevuto da Sparta l'ordine di uccidere Alcibiade; trovandolo, però, alla corte del satrapo Tissaferne, non solo non compì la sua missione ma, ricevendo notizie private delle trattative in corso cogli Ateniesi, andò a Magnesia, tradì Frinico e si mise al servizio del satrapo.
Da quel momento in poi, visti i desideri di Tissaferne, Astioco si sforzò soprattutto di mantenere inattive le sue truppe. Probabilmente, anche dopo essersi unito alla nuova flotta spartana, ebbe poco a che fare colla presa di Rodi; d'altro canto, però, è certamente colpa sua l'aver sprecato varie buone occasioni, causate dai litigi tra gli Ateniesi avvenuti nel 411 a.C., dopo il suo ritorno a Mileto.

### Ultimi fatti
Il discontento delle sue truppe, specialmente quello dei Siracusani, fu tale da provocare una rivolta, che mise in pericolo la stessa vita di Astioco; poco dopo, infatti, fu sostituito da Mindaro, mentre lui tornò in patria, dopo aver comandato la flotta dell'Ellesponto per otto mesi.
A Sparta testimoniò a favore delle accuse mosse a Tissaferne dal siracusano Ermocrate.
Dopo il 411 non si hanno più notizie di Astioco.